# Sayeed Tahir Shah
Sayeed Tahir Shah (född 5 februari 1987) är en afghansk fotbollsspelare som för närvarande spelar för Maiwand och för det Afghanska landslaget, där han debuterade 15 februari 2002 i en vänskapsmatch i Kabul där han gjorde mål.